# HD61512
HD61512 — хімічно пекулярна зоря спектрального класу B9, що має видиму зоряну величину в смузі V приблизно  7,1.
Вона  розташована на відстані близько 965,0 світлових років від Сонця.

## Пекулярний хімічний склад
Зоряна атмосфера HD61512 має підвищений вміст 
Si
.